# Ruseckas
Ruseckas ist ein litauischer männlicher Familienname.

## Weibliche Formen
- Ruseckaitė (ledig)
- Ruseckienė (verheiratet)

## Namensträger
- Giedrius Ruseckas (* 1983), Jurist und Justizpolitiker, Vizeminister
- Kanutas Ruseckas (1800–1860), Maler